# Квітка Лідія Костянтинівна
Лі́дія Костянти́нівна Кві́тка, справжнє прізвище Колишко — українська акторка й антрепренерка. З 1905 по 1907 очолювала власну театральну трупу.

## Біографія
Виступала в трупах:
- Марка Кропивницького (1882, 1885—1888),
- Михайла Старицького (1883—1885),
- Панаса Саксаганського (1890—1894),
- Миколи Садовського, Георгія Деркача та інших.

У 1905—1907 роках разом із Федором Левицьким очолювала власну трупу відому як «Українська трупа під орудою Л. Квітки за участю Заньковецької та Левицького».
У Лідії Квітки брала приватні уроки українська Ольга Даценко.
Цивільний чоловік Панас Саксаганський. Згодом одружилася з Федором Левицьким. 
Мати Петра Панасовича Тобілевича й акторки Варвари Любарт.

## Ролі
- Галина («Ой не ходи, Грицю, та й на вечорниці» Михайла Старицького).
- Одарка («Дай серцю волю, заведе в неволю» Марка Кропивницького).
- Зінька («Нещасне кохання» Леоніда Манька).
- Одарка («Запорожець за Дунаєм» Семена Гулака-Артемовського).

У шлюбі із Саксаганським мала сина Петра.